# Nowy Gieląd
Nowy Gieląd (deutsch Neu Gehland) ist ein kleiner Ort in der polnischen Woiwodschaft Ermland-Masuren und gehört zur Landgemeinde Sorkwity (deutsch Sorquitten) im Powiat Mrągowski (Kreis Sensburg).

## Geographische Lage
Nowy Gieląd liegt nahe dem Südwestufer des Gehlandsees  (polnisch Jezioro Gielądzkie) in der südlichen Mitte der Woiwodschaft Ermland-Masuren. Bis zur Kreisstadt Mrągowo (deutsch Sensburg) sind es elf Kilometer in östlicher Richtung.

## Geschichte
Das kleine und 1839 Neu Gelland genannte Dorf wurde im Jahre 1825 gegründet. Von 1874 bis 1945 war es Teil des Amtsbezirks Sorquitten (polnisch Sorkwity) im Kreis Sensburg im Regierungsbezirk Gumbinnen (ab 1905: Regierungsbezirk Allenstein) in der preußischen Provinz Ostpreußen.
Aufgrund der Bestimmungen des Versailler Vertrags stimmte die Bevölkerung im Abstimmungsgebiet Allenstein, zu dem Neu Gehland gehörte, am 11. Juli 1920 über die weitere staatliche Zugehörigkeit zu Ostpreußen (und damit zu Deutschland) oder den Anschluss an Polen ab. In Neu Gehland stimmten 160 Einwohner für den Verbleib bei Ostpreußen, auf Polen entfielen keine Stimmen.
In Kriegsfolge kam Neu Gehland 1945 mit dem gesamten südlichen Ostpreußen zu Polen und erhielt die polnische Namensform „Nowy Gieląd“. Heute ist der kleine Ort in enger Verbindung („część wsi“) mit dem Nachbardorf Stary Gieląd (Alt Gehland) eine Ortschaft im Verbund der Landgemeinde Sorkwity (Sorquitten) im Powiat Mrągowski (Kreis SAensburg), bis 1998 der Woiwodschaft Olsztyn, seither der Woiwodschaft Ermland-Masuren zugehörig.

### Einwohnerzahlen
| Jahr | Anzahl |
| ---- | ------ |
| 1839 | 156    |
| 1871 | 156    |
| 1885 | 196    |
| 1898 | 219    |
| 1905 | 220    |
| 1910 | 232    |
| 1933 | 173    |
| 1939 | 160    |

## Kirche
Bis 1945 war Neu Gehland in die evangelische Kirche Sorquitten in der Kirchenprovinz Ostpreußen der Kirche der Altpreußischen Union sowie in die römisch-katholische Kirche Stanislewo (1931 bis 1945 Sternsee, polnisch Stanclewo) im damaligen Bistum Ermland eingepfarrt. Auch heute noch gehört Nowy Gieląd zur evangelischen Kirche Sorkwity, jetzt innerhalb der Diözese Masuren der Evangelisch-Augsburgischen Kirche in Polen, außerdem zur katholischen Pfarrkirche in Sorkwity im jetzigen Erzbistum Ermland in der polnischen katholischen Kirche.

## Verkehr
Nowy Gieląd ist auf einer untergeordneten Nebenstraße zu erreichen, die von Stary Gieląd (Alt Gehland) direet in den Ort führt. Eine Anbindung an den Bahnverkehr besteht nicht.